# My First Mister
My First Mister (Alternativtitel: Mein erster richtiger Freund) ist eine US-amerikanisch-deutsche Filmkomödie aus dem Jahr 2001. Regie führte Christine Lahti, das Drehbuch schrieb Jill Franklyn.

## Handlung
Die 17-jährige Jennifer lehnt sich gegen ihre Umgebung auf. Sie freundet sich mit dem 49-jährigen Randall Harris an, einem Verkäufer, der ihr einen Job gibt. Ein Aufschlag auf ihr Gehalt ermöglicht ihr, eine eigene Wohnung zu mieten.
Harris wird eines Tages auf der Straße ohnmächtig. Jennifer erfährt, dass er todkrank ist. Sie macht ihm Vorwürfe, dass er die Krankheit vor ihr verheimlicht habe. Harris erwidert, er habe die Krankheit vor allen Menschen verheimlicht, damit sie weniger real bleibe. Er freundet sich im Krankenhaus mit einer Krankenschwester an.
Jennifer findet in der Wohnung des Mannes einen Brief, aus dem sie erfährt, dass er einmal verheiratet war. Sie sucht seine Ex-Ehefrau und findet heraus, dass sie sechs Monate zuvor verstorben ist. Jennifer findet den Sohn des Mannes, der im Glauben aufgewachsen ist, sein Vater sei längst tot. Sie überredet ihn, Harris zu besuchen.
Jennifers Verhältnis zu ihrer eigenen Familie bessert sich. Sie bringt am Ende ihre Eltern, Harris, dessen Sohn und die Krankenschwester zu einem Festessen zusammen.

## Kritiken
Roger Ebert schrieb in der Chicago Sun-Times vom 12. Oktober 2001, Leelee Sobieski gebe in diesem Film die neueste in der Reihe ihrer „wundervollen Darstellungen“, in den sie meistens überzeugend smarte Charaktere spiele. Der Film zeige die Freundschaft von zwei einsamen Menschen. Er sei in der ersten Stunde, in der Dinge spontan geschehen würden, besonders gut. Später würde er konventioneller und etwas enttäuschend.
Das Lexikon des internationalen Films schrieb, der Film sei eine „schlecht gespielte und inszenierte Tragikomödie, die sich nicht entscheiden“ könne, „ob sie die ausgestellten gesellschaftlichen Werte karikieren oder deren Spießigkeit feiern“ möchte.
Die Zeitschrift TV Spielfilm 4/2008 schrieb, das Regiedebüt von Christine Lahti sei eine „zärtliche Hommage auf Harold und Maude“.

## Hintergründe
Der Film wurde in Los Angeles – darunter auf Venice Beach – gedreht. Seine Weltpremiere fand am 18. Januar 2001 auf dem Sundance Film Festival statt. Am 12. Oktober 2001 kam er in die ausgewählten Kinos der USA, in den er ca. 621 Tsd. US-Dollar einspielte. In einigen Ländern wie Japan wurde er direkt auf Video bzw. DVD veröffentlicht.